# Аутљ
Аутљ или Адиг (рус. Аутль, Адыг) планина је у западном делу Великог Кавказа са висином од 1.856 метара. Налази се на крајњем југозападу Руске Федерације, односно њене Краснодарске покрајине и административно припада Сочинском градском округу. Источно од Аутља се налази планина Фишт и језеро Хуко. На том подручју свој ток започиње река Аше. 
Планина Аутљ је популарно излетиште и туристичко-рекреативни центар становника Сочија. 